# Gràcies, patró!
Gràcies, patró! és una pel·lícula documental satírica francesa realitzada per François Ruffin i estrenada el 24 de febrer de 2016.
La pel·lícula mostra el recorregut de François Ruffin per a portar fins a Bernard Arnault la veu de la família Klur, els membres de la qual han estat acomiadats de l'empresa Ecce, subcontractada pel conglomerat empresarial LVMH, després d'una deslocalització de la producció.
S'estrenà als cinemes en el moment dels debats al voltant de la Loi travail promoguda per la ministra Myriam El Khomri, origen de vagues, manifestacions i l'eclosió del moviment social Nuit debout. En quatre mesos d'emissió, el documental va assolir la xifra de 500.000 entrades venudes, malgrat les pressions exercides pels mitjans de comunicació afins al grup LVMH. El febrer 2017, en la 42a edició dels Premis Cèsar del cinema, la pel·lícula guanyà el César a la millor pel·lícula documental.

## Argument
François Ruffin és un fanàtic absolut del milionari Bernard Arnault. Sense importar-li els serveis de seguretat que la impedeixin de trobar el seu ídol, o l'hostilitat d'antics empleats acomiadats, Ruffin afinarà l'enginy per a conèixer Arnault i compartir amb tothom la seva passió pel president de LVMH.
En el seu camí coneix a Jocelyne i Serge Klur, una parella que no passa pel seu millor moment des que la fàbrica on treballaven fent vestits de Kenzo per al grup LVMH a Poix-du-Nord, a prop de Valenciennes, es va traslladar a Polònia. Des de llavors, la parella es troba a l'atur, endeutada i a punt de ser desnonada de casa seva.
Però François Ruffin està confiat i decidit a salvar-los. Ajudat per un inspector fiscal belga, una delegada sindical de la CGT i antics treballadors de l'empresa, intentarà portar el cas Klur a l'assemblea general de LVMH a fi de tocar la moral del seu conseller delegat, Bernard Arnault, servint-se de tàctiques sorprenents.

## Intèrprets
Les persones que apareixen a la pel·lícula fan d'elles mateixes:
- François Ruffin: fan número 1
- Jocelyne i Serge Klur: obrers a l'atur
- Jérémy Klur: fill
- Marco Van Hees: diputat belga i inspector fiscal
- Bernard Arnault: emprenedor
- Marc-Antoine Jamet: polític i empresari
- Senyor Digeon: assessor de seguretat i empleat del servei d'ordre de LVMH
- Marie-Hélène Bourlard: anciana delegada de la CGT

## Al voltant de la pel·lícula

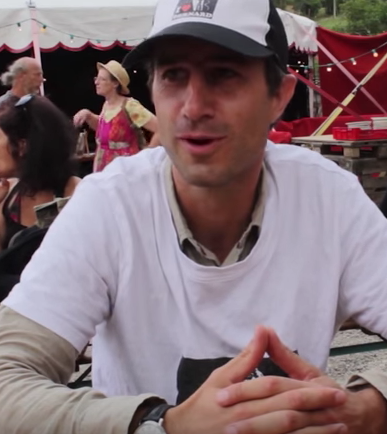
François Ruffin amb la samarreta i gorra promocionals

Abans de l'estrena comercial de la pel·lícula, François Ruffin, fundador i redactor en cap del periòdic Fakir, organitzà una gira d'una trentena de projeccions arreu de l'Estat francès per a presentar la pel·lícula. Aquesta promoció del director comptà amb el suport d'economistes com Jean Gadrey i Frédéric Lordon, de Le Monde diplomatique, d'Attac i de diversos col·lectius militants contra el neoliberalisme. La pel·lícula inaugurà el quart Festival International du Film Grolandais de Tolosa (Fifigrot) el setembre de 2015.
El 10 de març de 2016, un periodista de Le Parisien denuncià la censura exercida per la direcció del diari (propietat del grup LVMH) pretenent prohibir-los d'escriure sobre la pel·lícula. El novembre, un anunci dedicat a la promoció del DVD de la pel·lícula fou cancel·lat pel periòdic Entre el 2015 i el 2016, el grup LVMH va seguir François Ruffin i va espiar el diari Fakir, del qual és redactor.
L'edició internacional de The New York Times publicà a la portada del 12 d'abril del 2016 un article sobre documental, «Un documental d'estil guerriller», i el seu director.